# Lečja Gora
Lečja Gora (nemško Linsenberg) je naselje na vzhodnem Celovškem polju v občini Pokrče v okraju Celovec-dežela na Koroškem v Avstriji.

## Zgodovina
Lečja Gora je gručasto naselje, ki je globoko zasidrano v koroško-slovenski kulturni zgodovini. 
Po cerkvenem pravu pripada vas župniji Slovenji Šmihel dvojezične dekanije Tinje. V cerkvi je slovenski Križev pot ter ob vhodu spomenik padlim iz prve svetovne vojne prav tako v slovenščini.
- Slovenski spomenik padlim, Lečja Gora - Foto Bojan-Ilija Schnabl
- Nižje sodstvo slovenskih kosezov, kot se prikaže skozi katastrsko karto davčnih enot iz leta 1829 - NUK - Z 282.4-53

## Ledinska in hišna imena
Ledinska imena in njihove izpeljanke so bile znanstveno raziskovane ob pripravah za Enciklopedije slovenske kulturne zgodovine na Koroškem od Bojana-Ilija Schnabl ter bile objavljeni tudi v literarni črtici "Pogličevi pohani pišiji".
- Spodnje polje
- Severno polje
- Ograja
- Nad Koglom
- Nad vasjo
- Na struki
- Mežnarce
- Kunje
- Rute
- Smolje
- Lečja gora
- Polane

V leposlovju zapisno hišno ime je Poglič, gostilna pri vaški cerkvi.

## Narečje
Tu domače slovensko narečje je ‘’poljanščina Celovškega polja’’, kot je bilo raziskovano v disertaciji leta 1973 in terminološko tako opredeljeno v okviru znanstveno-raziskovalnega dela na Enciklopediji slovenske kulturne zgodovine na Koroškem  na osnovi novih raziskovanj o Celovškem polju samem.
Dvojezični zapis domačina gospoda Pogliča s 21. novembra 2014 na računskem listu predstavlja poseben zgodovinski jezikovni spomenik živega jezika in je bil prvič objavljen v kratkem referenčnem geslu "Linsenberg/Lečja Gora" v Enciklopediji slovenske kulturne zgodovine na Koroškem na strani 831.
Domače narečje, hišna in ledinska imena, imena ljudi ter zgodovina kraja so zapisani v številnih literarnih delih domačina Celovškega polja oz. iz bližnje Svinče vasi Bojana-Ilije Schnabl.
Nemščina oziroma nemško narečje je tu prisotno v obliki osrednjega koroškega nemškega narečja.

## Leposlovje
- SCHNABL, Bojan-Ilija. Pogličevi pohani pišiji. V: Pratika Mohorjeve družbe 2023, str. 92-95
- SCHNABL, Bojan-Ilija (avtor, fotograf): Poljanski camino : dvanajst razodetij s Celovškega polja. 1. izd. Celovec: Mohorjeva, 2018. 128 str., ilustr. ISBN 978-3-7086-1021-4. [COBISS.SI-ID 297154048]